# 新不了情 (歌曲)
歌曲《新不了情》，是1993年香港同名电影《新不了情》的主题曲，由黃鬱作词，鲍比达作曲、编曲，由滚石发行，是属于萨克斯风为主旋律的轻爵士乐音乐类型。
歌曲同公司歌手陳淑樺，辛曉琪都參與過錄製，最终尔冬升相中了萬芳的版本，歌曲与主唱随电影爆红，收錄於1994年8月出版的《斷線》專輯，该歌曲也成为滚石历史上的代表作。歌曲后经黃小琥、蔡琴、萧敬腾、张靓颖等众多知名歌手翻唱传播，家喻户晓；而辛曉琪的版本歌名最終改名《深情難了》（編曲也與萬芳版不同），收錄於同月出版的《領悟》專輯。
1994年万芳出版精選輯《芳心》時，亦主唱了《新不了情》的粵語版本，此版本則改由林夕作词。
2016年，改編成《滾石愛情故事》第13集的電視劇。

## 歌手列表
- 萬芳
- 梅艷芳
- 刘若英
- 萧敬腾曾在超级星光大道歌唱比赛翻唱这首歌，及后收录于《Love Moments 愛的時刻自選輯》中。
- 曹格
- 萧亚轩、谭咏麟
- 蔡琴
- 辛晓琪
- 张靓颖改编新不了情歌曲，成为电视剧版的主题曲。
- 蔡幸娟
- 张学友
- 薛凯琪
- 庾澄庆
- 麦洁文
- 郭彪
- 李翊君
- 黄小琥
- 赵鹏
- 许景淳
- 阿强
- 杨宗纬曾在超级星光大道歌唱比赛翻唱这首歌。
- 郁可唯
- 张敬轩
- 周杰伦
- 文章
- 陈明
- 泳兒
- 胡杏儿